# Iarda
La iarda (símbol: yd) és una unitat de mesura anglesa de longitud, tant en els habituals sistemes de mesurament britànics (imperials) com nord-americans, que comprèn de 3 peus o 36 polzades. Des de 1959, per un acord internacional es normalitza exactament com a 0,9144 metres. 1,760 iardes és igual a 1 milla.

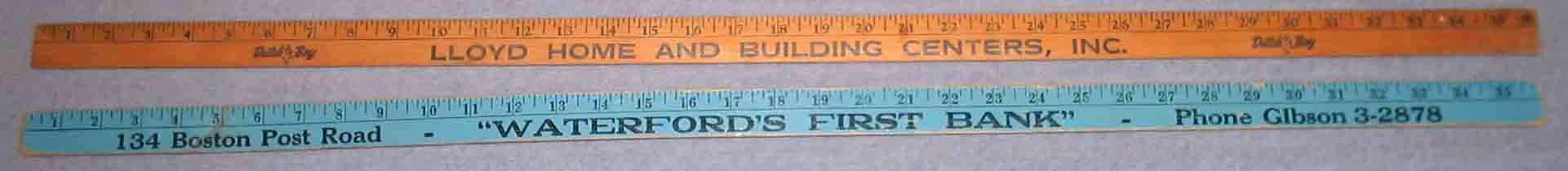
Dos pals de mesura, que s'utilitzen per mesurar les “iardes”

## Nom
El nom deriva de l'anglès antic gerd, gyrd, etc. que s'utilitzava per a branques, pentagrames i varetes de mesurar. Es testifica per primera vegada a les lleis de finals del segle VII d'Ine of Wessex, on la "iarda de terra" esmentada és la yardland, una antiga unitat anglesa de mesura igual a 1⁄4  de hide.  Cap a la mateixa època, el relat dels evangelis de Lindisfarne sobre els missatgers de Joan Baptista a l'Evangeli segons Mateu utilitza una branca moguda pel vent. A més de la iarda, l'anglès antic i mitjà utilitzava les seves formes de "iarda" per indicar la longitud de topografia de 15 o 16 1⁄2 ft utilitzat en la mesura d'hectàrees, una distància que ara es coneix normalment com " rod ".
Hi ha una unitat de tres peus anglesos certificada en un estatut de c. 1300 (vegeu més avall) però allà s' anomena ell (llatí: ulna, lit. " braç"), una unitat separada i normalment més llarga, d'unes 45 polzades). L'ús de la paraula "yard" (Middle English o ȝerde) per descriure aquesta longitud es testimonia per primera vegada en el poema de Langland sobre Piers Plowman. L'ús sembla derivar-se del prototip de barres estàndard que tenien el rei i els seus magistrats.
La paraula "iarda" és un homònim de "yard" en el sentit d'una àrea tancada de terra. Aquest segon significat de "iarda" té una etimologia relacionada amb la paraula "jardí" i no està relacionat amb la unitat de mesura.

## Història

### Origen
L' origen de la mesura és incert. Tant els romans com els gal·lesos van utilitzar múltiples d'un peu més curt, però 2 1⁄2  peus romans eren un "pas" (gradus) i 3 peus gal·lesos eren un "ritme" (cam). El proto-germànic colze o llargada del braç ha estat reconstruïda com Alina, que es va convertir en eln a l'anglès Antic, elne a l'anglès mitjà, i l'alna modern, d'1¼ yd. Això ha portat a alguns a fer derivar la iarda de tres peus anglesos de pace; d' altres de l'alna o el cúbit; i d' altres encara del braç estàndard d'Enric. Basant-se en l'etimologia de l'altre "yard", alguns suggereixen que originàriament provenia de la circumferència de la cintura d'una persona, mentre que d'altres creuen que es va originar com a mesura cúbica. Un informe oficial britànic diu:
| « | L'estàndard de mesura sempre s'ha pres des d'alguna part del cos humà, com ara un peu, la longitud del braç, la mà o altres objectes naturals, com ara blat de moro, o un altre tipus de gra. Però la iarda era l'estàndard original adoptat pels primers sobirans anglesos, i s' ha suposat que es fonamenta en l'amplitud del pit de la raça saxona. La iarda va continuar fins al regnat d' Enric VII, quan es va introduir l'alna, que era una iarda i quart, o 45 polzades. L'alna es va manllevar dels drapers de París. Tanmateix, posteriorment la reina Isabel va tornar a introduir la iarda com a estàndard de mesura anglesa. | » |

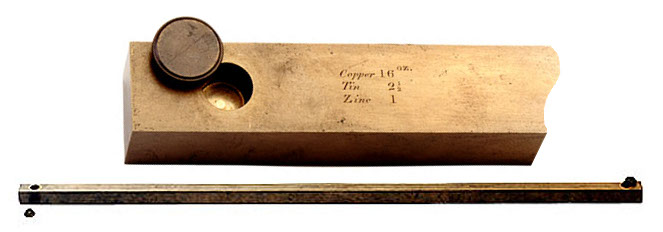
Bronze Yard №11, l'estàndard oficial de longitud dels Estats Units entre 1855 i 1892, quan el Departament del Tresor va adoptar formalment una norma mètrica. El Bronze Yard №11 es va forjar per ser una còpia exacta del British Imperial Standard Yard que tenia el Parlament. Tots dos són estàndards de línia: la iarda es va definir per la distància a 62 ° F entre dues línies fines traçades en taps d'or (primer pla, superior) instal·lats als rebaixos prop de cada extrem de la barra.

El primer registre d'una mesura prototip és l'estatut II Edgar Cap. 8 (AD 959 x 963), que sobreviu en diverses variants manuscrites. Allà, Edgar el Pacífic va dir a la Witenagemot a Andover que "la mesura que es tenia a Winchester " s'hauria d'observar a tot el seu regne. (Alguns manuscrits es llegien "a Londres i a Winchester".) Els estatuts de Guillem I d'Anglaterra de manera similar, fan referència i defensen les mesures estàndard dels seus predecessors sense nomenar-les.
Els fets dels reis d'Anglaterra de Guillem de Malmesbury registren que durant el regnat d'Enric I "es va aplicar la mesura del seu braç per corregir la falsa ell dels comerciants i es va ordenar a tota Anglaterra". El conte popular que la longitud estava limitada pel nas del rei es va afegir alguns segles després. CM Watson rebutja el relat de William com a "infantil", però William era un dels historiadors medievals més conscienciats i de confiança. El "peu de rei" francès devia derivar de Carlemany, i els reis anglesos van intervenir posteriorment per imposar unitats més curtes amb l'objectiu d'augmentar els ingressos fiscals.
La definició més antiga que es conserva d'aquesta forma d'alna apareix a la Llei sobre la composició de iardes i rods, un dels estatuts de data incerta datada provisionalment del regnat d'Eduard I o II c. 1300. La seva redacció varia en els comptes supervivents. Es llegeix:
| « | S' ordena que 3 grans d' ordi secs i rodons fan una polzada, 12 polzades fan 1 peu, 3 peus fan 1 iarda, 5 iardes i mitja fan un rod i 40 rods de longitud i 4 d' amplada fan un acre | » |

El Liber Horn afirma:
| « | I cal recordar que la iarda de ferro del nostre Senyor Rei no té més de 3 peus, i que un peu hauria de contenir 12 polzades per la mesura correcta d' aquesta iarda mesurada, és a dir, la 36a part d'aquesta iarda mesurada correctament fa 1 polzades ni més ni menys i 5 iardes i mitja fan una rod de 16 peus i mig mesurada per la iarda esmentada del nostre Senyor el Rei | » |

En alguns primers llibres, aquest acte es va afegir a un altre estatut de data incerta titulat Estatut per a la mesura de la terra. L'acte no va ser derogat fins a la Llei de peses i mesures de 1824.

### Iarda i polzada
En una llei de 1439 (18 Enric VI. Cap. 16.) es va abolir la venda de roba per "yard and handful" i es va instituir el "yard and inch".
| « | Segons la mesura de Londres, només hi haurà una mesura de tela a través del regne pel Yard and the Inch, i no pel Yard and Handful. | » |

Segons Connor, els comerciants de teles prèviament havien venut teles pel "yard and handful" per eludir els elevats impostos sobre la tela (el handful addicional era essencialment una transacció del mercat negre). Els esforços d' aplicació van provocar que els comerciants de teles passessin a la iarda i la polzada, moment en què el govern va renunciar i va oficialitzar la iarda i la polzada. El 1552, la iarda i la polzada per a la mesura de tela van ser sancionats de nou per la llei (5 i 6 Edward VI Cap. 6. An Act for the true making of Woolen Cloth)
I una vegada a la legislació de 1557–1558 (4 i 5 Philip i Mary Cap. 5. Un acte que afecta la confecció de roba de llana. par. IX.)
| « | IX. Ítem, que tota kersie ordinària citada en l'esmentada acta ha de contenir una longitud a l'aigua entre xvi i xvii iardes, iarda i polzada; i si està ben fregat, espessit, fresat, vestit i completament assecat, haurà de pesar dinou lliures la peça com a mínim... | » |

El 1593 es troba el mateix principi esmentat una vegada més (35 Elizabeth. Cap. 10. An act for the reformation of sundry abuses in clothes, called Devonshire kerjies or dozens, according to a proclamation of the thirty-fourth year of the reign of our sovereign lady the Queen that now is. par. III.)
| « | i tots els mateixos kersies o dotzenes de Devonshire, per tant, en brut, i a mesura que surt del teler del teixidor (sense estabilitzar, estirar, colar ni cap altre dispositiu per augmentar-ne la longitud) haurà de contenir una longitud d'entre quinze i setze iardes per la mesura de iarda i polzada... | » |

.

### Normes físiques
Una de les varetes més antigues que hi ha és el vestidor de la Worshipful Company of Merchant Taylors. Consisteix en una barra de ferro hexagonal de 5⁄8 polzades de diàmetre i 1⁄100 , gairebé una iarda, encastat dins d'una vareta de plata que portava el segell distintiu 1445. A principis del segle xv, la Merchant Taylors Company va ser autoritzada a "fer cerques" en la fira anual de Sant Bartomeu. A mitjan segle xviii Graham va comparar la iarda estàndard de la Royal Society amb altres estàndards existents. Aquests eren estàndards en desús feia temps el 1490, durant el regnat de Enric VII, i una iarda de bronze i un ell de 1588 de l'època de la reina Isabel i encara en ús en aquell moment, guardada al ministeri d'Hisenda;una iarda i una alna de llautó al Guildhall; i una iarda de llautó presentada a la Clock-Makers Company per l'Executiu el 1671. La iarda d'Exchequer es va considerar com "veritable"; es va trobar que la variació era +1⁄20 a -1⁄15 de polzada, i es va fer una graduació addicional per la iarda de l'Executiu segons l'estàndard de la Royal Society. El 1758 la legislatura va exigir la construcció d'una iarda estàndard, que es va fer a partir de l'estàndard de la Royal Society i es va lliurar al secretari de la Cambra dels Comuns ; estava dividit en peus, un dels peus en polzades i una de les polzades en dècimes. Se'n va fer una còpia, però en posició vertical entre les quals es podien col·locar altres varetes de mesura, per a l'efectiu ús comercial.

#### Gran Bretanya,seglexix
Després de les investigacions de la Royal Society realitzades per John Playfair, Hyde Wollaston i John Warner el 1814, un comitè del parlament va proposar definir la iarda estàndard basada en la longitud d'un pèndol de segons. Aquesta idea va ser examinada però no aprovada. Llei de pesos i mesures de 1824 (5 ° George IV. Cap. 74.)
El 1834, l'estàndard principal de la iarda imperial va ser parcialment destruït en un incendi conegut com l'incendi del Parlament. El 1838 es va formar una comissió per reconstruir els estàndards perduts, inclosa la lliura troy, que també havia estat destruït. El 1845, es va construir un nou estàndard de iarda basat en dos estàndards existents anteriorment coneguts com a A1 i A2, tots dos fets per a l'Ordonance Survey, i RS 46, la iarda de la Royal Astronomical Sociey. Els tres havien estat comparats amb l'estàndard imperial abans del foc.
El nou patró estava format pel metall núm. 4 de Baily que constava de 16 parts de coure, 2 1⁄2 parts d'estany i 1 de zinc. Tenia 38 centímetres de llarg i 1 polzada quadrada. La Llei de pesos i mesures de 1855 va atorgar el reconeixement oficial de les noves normes. Entre 1845 i 1855 es van construir quaranta estàndards de iardes, un dels quals va ser seleccionat com a nou estàndard imperial. Altres quatre, conegudes com a còpies parlamentàries, es van distribuir a la Royal Mint, a la Royal Society de Londres, al Royal Observatory de Greenwich i al New Palace de Westminster, comunament anomenades Cambres del Parlament. Els altres 35 estàndards de iardes es van distribuir a les ciutats de Londres, Edimburg i Dublín, així com als Estats Units i altres països (tot i que només els cinc primers tenien estatus oficial). L'estàndard imperial rebut pels Estats Units es coneix com a "Bronze Yard No. 11".
La Llei de pesos i mesures de 1878 va confirmar l'estat de l'estàndard de la iarda existent, va exigir intercomparacions periòdiques entre els diversos estàndards de la iarda i va autoritzar la construcció d'una còpia parlamentària addicional (feta el 1879 i coneguda com a còpia parlamentària VI).

#### Definició de la iarda amb relació al metre
Les mesures posteriors van revelar que l'estàndard de la iarda i les seves còpies es reduïen a un ritme d'una part per milió cada vint anys a causa de l'alliberament gradual de la tensió produïda durant el procés de fabricació. El mesurador internacional de prototips, en canvi, era relativament estable. Una mesura feta el 1895 va determinar la longitud del metre en 39,370113 polzades en relació amb la iarda estàndard imperial. La Llei de pesos i mesures (mètrica) de 1897 juntament amb l'Ordre del Consell 411 (1898) va fer oficial aquesta relació. Després del 1898, es va acceptar la definició legal de facto de la iarda en 36⁄39,370113 d'un metre.
La iarda (coneguda com a "iarda internacional" als Estats Units) es va definir legalment que tenia exactament 0,9144 metres el 1959 segons un acord el 1959 entre Austràlia, Canadà, Nova Zelanda, Sud-àfrica, el Regne Unit i els Estats Units. Al Regne Unit, les disposicions del tractat van ser ratificades per la Llei de peses i mesures de 1963. El Imperial Standard Yard de 1855 es va canviar el nom de Royal Standard Yard del Regne Unit i va conservar el seu estatus oficial de prototip de pati nacional.

## Ús actual
La iarda s'utilitza com a unitat estàndard de mesura de la longitud en el futbol americà, canadenc i d'associació, dimensions del camp de cricket i en alguns països, del de golf.

A les senyals de trànsit del Regne Unit, es donen distàncies més curtes (com ara l'àrea de pícnic a 150 iardes) en iardes, i distàncies més llargues en milles

Hi ha unitats d'àrea i volum corresponents, la Iarda quadrada i la iarda cúbica respectivament. A vegades es fa referència simplement a "iardes" quan no és possible cap ambigüitat, per exemple, una batedora de formigó nord-americana o canadenca pot marcar-se amb una capacitat de " 9 iardes " o "1,5 iardes", on evidentment es fa referència a les iardes cúbiques.
Les iardes també s'utilitzen i són el requisit legal en els senyals de trànsit per a distàncies més curtes al Regne Unit, i també es troben amb freqüència en converses entre britànics, de manera similar als Estats Units per definir distàncies.

### Tèxtils ifat quarter
La iarda, subdivida en vuitens, s'utilitza per a la compra de teixits als Estats Units i al Regne Unit i anteriorment s'utilitzava en altres llocs. Als Estats Units, s'utilitza el terme "fat quarter" per a un tros de tela de mitja iarda de longitud tallat a partir d'un rotllo i que es talla de nou de manera que quedi només la meitat de l'amplada del rotlle; aquestes peces són populars per a patchwork i encoixinat. També s'utilitza el terme "fat eighth", per a un tros d'un quart de iarda des de la meitat de l'amplada del rotlle, la mateixa àrea que un vuitè tallat del rotlle.

## Equivalències
A efectes de mesurar la tela, la iarda inicial es dividia pel mètode binari en dues, quatre, vuit i setze parts. Les dues divisions més habituals eren la quarta i la setzena parts. El quart d'una iarda (9 polzades) es coneixia com el "quart" sense més qualificació, mentre que el setzè d'una iarda (2,25 polzades) s'anomenava clau. El vuitè de iarda (4,5 polzades) de vegades es deia dit, però més sovint es coneixia simplement com un vuitè de iarda.
Altres unitats relacionades amb la iarda, però no específiques per a la mesura de la tela: dues iardes són un fathom, un quart de iarda (quan no es refereix a tela) és un pam.